# 赤と黒
『赤と黒』（あかとくろ、Le Rouge et le Noir）は、19世紀中期フランスの作家スタンダールの、実際に起きた事件などに題材をとった長編小説である。1830年刊。サマセット・モームは『世界の十大小説』の一つにこの小説を取り上げている。

## 概要
スタンダールはベルテ事件やファルグ事件を訴訟記録によって知り、庶民であるベルテやファルグに上流階級の欺瞞を打ち破る力が蓄積されていると感じ、この作品を書いた。
この作品が出版契約が成立したときは「19世紀年代史」と副題されていたが、この年の7月に革命が起きたため、七月革命を予言したとの思いをこめて副題を「1830年代史」に変えた。当時フランスを支配していたブルボン朝復古王政により抑圧された社会と、王政復古により復活した旧来の支配階層に対する作者スタンダールの批判が込められていた。
スタンダールの本作品は一時期の人々の精密な観察とその帰結の予測から成り立っており、フランスのリアリズム小説の出発点となった。また、階級闘争を通して人間を描写するという新しい小説観を打ち出した。
青年の青春や恋愛を描いた作品ではあるが、背後には｢少数の幸福な人｣にむけたメッセージも含まれている。また、野心的な青年、ジュリアン・ソレルの目を通して来るべき革命（七月革命）を恐れながら堕落した生活を送る、王政復古下の聖職者・貴族階級の姿をあますところなく表し支配階級の腐敗を鋭くついている。
なお、ジュリアンが終生愛するレナール夫人は、作者スタンダールの母がモデルと言われている。
幾度も映画化、舞台化されている。

## あらすじ

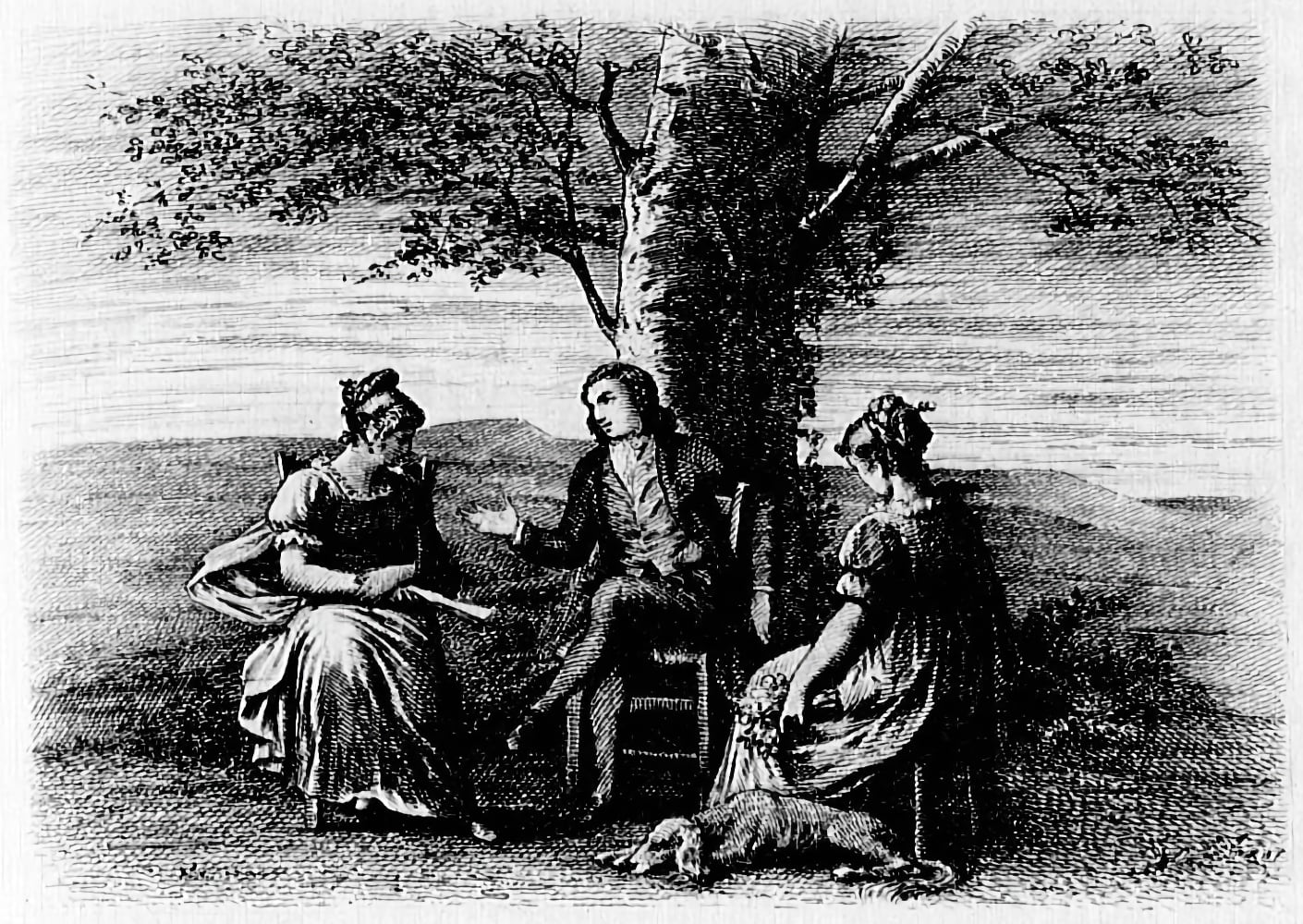
1884年版のイラスト

ブザンソン近くの貧しい製材屋の末息子であるジュリアン・ソレル（訳によってはジュリヤン）は、才気と美しさを兼ね備えた、立身出世の野心を抱く新時代の青年である。初めは崇拝するナポレオンのように軍人としての栄達を目指していたが、王政復古の世の中となったため、聖職者として出世せんと、家の仕事の合間に勉強している。
そんなある日、ジュリアンはその頭脳の明晰さを買われ、町長・レーナル家の子供たちの家庭教師に雇われる。レーナル夫人に恋されたジュリアンは、最初は夫人との不倫関係を、世に出るための手習いくらいに思っていたが、やがて真剣に夫人を愛するようになる。しかしふたりの関係は嫉妬者の密告などにより、町の誰もが知るところとなり、レーナルが街のもうひとりの実力者と決闘しかけるなど騒ぎが大きくなったため、ジュリアンは神父の薦めにより、神学校に入ることとなる。
そこでジュリアンは、校長のピラール神父に聖職者には向いてないと判断されるものの、たぐい稀な才を買われ、パリの大貴族、ラ・モール侯爵の秘書に推薦される。
ラ・モール侯爵家令嬢のマチルドに見下されたジュリアンは、マチルドを征服しようと心に誓う。マチルドもまた取り巻きたちの貴族たちにはないジュリアンの情熱と才能に惹かれるようになり、やがて2人は激しく愛し合うようになる。
マチルドはジュリアンの子を妊娠し、2人の関係はラ・モール侯爵の知るところとなる。侯爵は2人の結婚に反対するが、マチルドが家出も辞さない覚悟をみせたため、やむなくジュリアンをある貴族のご落胤ということにし、陸軍騎兵中尉にとりたてた上で、レーナル夫人のところにジュリアンの身元照会を要求する手紙を送る。
しかし、ジュリアンとの不倫の関係を反省し、贖罪の日々を送っていたレーナル夫人は、聴罪司祭に言われるまま「ジュリアン・ソレルは良家の妻や娘を誘惑しては出世の踏み台にしている」と書いて送り返してきたため、侯爵は激怒し、ジュリアンとマチルドの結婚を取り消す。レーナル夫人の裏切りに怒ったジュリアンは故郷に戻り、彼女を射殺しようとするが、傷を負わせただけで失敗し、捕らえられ、裁判で死刑を宣告される。マチルドはジュリアンを救うため奔走するものの、レーナル夫人の手紙が本心からのものでなく、いまだ夫人が自分を愛していることを知ったジュリアンは、死刑を運命として受け入れる。

## 登場人物
- ジュリアン・ソレル - 製材屋の末息子。ナポレオンを崇拝するが、出世のために聖職者を志す。
- レーナル夫人 - ヴェリエール町長レーナル氏の妻、名はルイーズ。
- レーナル　-　ヴェリエール町長。
- マチルド - ラ・モール侯爵令嬢。ジュリアンを誘惑し、やがて恋に落ちる。
- フーケ - ジュリアンの友人。材木商人。
- シェラン -  ジュリアンに神学とラテン語を教えたヴェリエールの司祭。
- ヴァルノ -  ヴェリエールの貧民収容所所長。
- ピラール -  ブザンソンの神学校の校長。
- カスタネード - 神学校の副校長。

## 題名の由来
題名の「赤と黒」は主人公のジュリアンが出世の手段にしようとした軍人（赤）と聖職者（黒）の服の色を表していると言われている。また、ルーレットの回転盤の色を表し、一か八かの出世に賭けようとするジュリアンの人生をギャンブルにたとえているという説もある。しかし、作者は題名の由来について特に明言していない。
一方、本文には、Amour en latin, faict amor ; Or donc provient d'amour la mort, Et, par avant, soulcy qui mord, Deuil, plours, pièges, foifaitz, remords. とある。このことから私たちは、赤と黒が、愛と死を象徴していると理解することができる、という説もある。

## 誤訳論争
日本においては、東京大学文学部准教授の野崎歓が、2007年に新訳版を著した。ところが、立命館大学文学部教授の下川茂らが、この訳書には誤訳が多すぎると批判したことから、論争となっている。

## 関連作品

### 映画
- 1928年、ドイツでジェンナロ・リゲリ監督により映画化された。
出演：イワン・モジューヒン、リル・ダゴファー - 赤と黒 (1928年の映画)（ドイツ語版）
- 1954年、フランスでクロード・オータン=ララ監督により映画化された。
出演：ジェラール・フィリップ、ダニエル・ダリュー

### テレビドラマ
- 1993年、イギリスで、テレビドラマとして映像化された。
出演：ユアン・マクレガー、レイチェル・ヴァイス
- 1997年、フランスでテレビドラマとして再び映像化された。
出演：キャロル・ブーケ、キム・ロッシ・スチュアート[6]

### 舞台
- 宝塚歌劇団で複数回に渡り舞台化。詳細は赤と黒 (宝塚歌劇)を参照のこと。
- 2009年10月1日から11日まで赤坂RED/THEATERにて上演[7]。主演は木村了
- フランスで「Le Rouge et le Noir, l’Opera Rock」の題でロックミュージカル化。宝塚歌劇団でも2023年3月21日から3月29日まで梅田芸術劇場シアター・ドラマシティ､4月4日から4月10日まで日本青年館ホールにて上演。[8]
- 2023年12月8日から12月27日まで東京芸術劇場プレイハウス、2024年1月3日から1月9日まで梅田芸術劇場シアター・ドラマシティにて上演。主演は三浦宏規。[9]

### ラジオドラマ
- 2004年、NHK-FM放送「青春アドベンチャー」で放送。

### 日本語訳（現行版）
- 桑原武夫・生島遼一訳 『赤と黒』 岩波文庫 上下、初版1933年。数度改版
- 小林正訳 『赤と黒』 新潮文庫 上下、初版1957年。数度改版
- 富永明夫訳『赤と黒』中央公論社、初版1963年。
- 野崎歓訳 『赤と黒』 光文社古典新訳文庫 上下、初版2007年。改訂刊

### 評論・研究書
- 松原雅典『「赤と黒」の解剖学』朝日選書、1992年。